# Titan A.E.
Titan A.E. è un film d'animazione fantascientifico del 2000 diretto da Don Bluth, Gary Goldman e, per alcune scene, da Art Vitello.
Il titolo si riferisce al nome dell'astronave, elemento centrale della storia, seguito dalle iniziali di "After Earth".

## Trama

### La distruzione della Terra
Siamo nel 3028; la specie umana ha ormai raggiunto livelli tecnologici altissimi, più alti di molte altre specie aliene, conosciute nei viaggi interstellari; l'ultimo grande progetto è l'astronave Titan, forse la più grande nave spaziale mai costruita, di cui però si ignora lo scopo.
Lontano dalla Terra vivono i Drej, una potente specie aliena completamente fatta di energia la cui forma di vita si basa su impulsi elettrici e guidata dalla loro malvagia regina; consci che l'esistenza del Titan minaccerebbe la loro, i Drej decidono di distruggere la Terra. Proprio lì, un ragazzino di nome Cale gioca con un giocattolo artigianale anfibio, ma suo padre Sam lo raggiunge e gli dice di seguirlo, mentre nel cielo numerose astronavi passeggeri iniziano a salpare, segno che l'evacuazione del pianeta sta iniziando, i due salgono su un piccolo veicolo assieme all'alieno Teck e un collega del padre. L'armata dei Drej, composta da una grande nave madre e da tante piccole astronavi dette appropriatamente "Aculei" per le loro ali appuntite, inizia a bombardare i veicoli di salvataggio. Giunti ad una nave in procinto di partire, Cale e suo padre devono dividersi: mentre il ragazzino sale sulla nave accompagnato da Teck, il padre entra in un fienile e scende con un montacarichi in una base segreta; poco dopo si vede il terreno aprirsi e il Titan fuoriesce e si dilegua nel cosmo. Mentre le astronavi di salvataggio umane si allontanano dall'orbita, la nave madre dei Drej sferra un potente colpo sulla superficie del pianeta: la Terra esplode e i suoi detriti distruggono alcune delle navi e persino la Luna, il suo satellite naturale.

### 15 anni dopo
Per l'umanità inizia così un lento declino: di 20 miliardi di umani, soltanto 80 milioni sono sopravvissuti, alcuni ridottisi a lavorare come operai in squallidi cantieri alieni, altri in baraccopoli spaziali considerate da un Cale più maturo "colonie di fannulloni alla deriva"; ovunque hanno perso la loro rispettabilità e le loro tecnologie sono cadute in mano a molte specie aliene. Nel 3043 Cale è un diciannovenne operaio in un cantiere alieno. Durante la coda per la mensa, per farsi bello, tenta di far prima passando per i moli d'attracco con lo scooter anti-gravitazionale e si scontra così con una massiccia astronave alla cui guida c'è una ragazza che, scambiandolo per un lavavetri, gli chiude la copertura dell'oblò in faccia. Poco dopo riesce a raggiungere la mensa e a sedersi con il suo tutore Teck, divenuto ormai vecchio e cieco, lamentandosi con lui della loro attuale situazione.
Finito il pranzo, Cale si mette a vagare per la stazione e finisce col litigare con due alieni rissosi, venendo improvvisamente salvato da un uomo, lo stesso che aveva accompagnato Cale e suo padre quindici anni prima. Riconoscente, Cale gli chiede di partecipare alla sua missione; dopo un iniziale rifiuto, l'uomo raggiunge Cale e Teck al loro tavolo e svela la sua vera identità: si chiama Joseph Korso ed è stato collega del padre di Cale al progetto Titan. Gli mostra poi un sorprendente segreto: l'anello che porta al dito, regalato dal padre prima di dividersi, è una mappa a rete neuro-genetica e funziona solo col DNA di Cale, su cui è indicata la posizione del Titan. Durante queste confessioni, i Drej fanno irruzione ed iniziano a seminare il panico: Cale scappa con Korso e dopo una rocambolesca fuga i due raggiungono l'astronave di Korso, la Valchirie.
Una volta al sicuro, Korso presenta a Cale l'equipaggio formato dagli alieni Gune, scienziato incaricato di tradurre la mappa, e Stith, l'addetta alle armi della nave, dal primo ufficiale Preed e dal pilota Akima, la ragazza che l'ha scambiato per un lavavetri. Il gruppo scende su un pianeta come prima tappa del viaggio e gli alieni del posto indicano loro un modo per sbloccare definitivamente la mappa registrata sull'anello. Purtroppo sopraggiungono ancora i Drej che rapiscono Akima e Cale dopo un aspro scontro: Akima viene spedita come schiava ad un mercato alieno, salvo poi venire prontamente liberata dall'equipaggio, mentre Cale viene tenuto prigioniero nella nave madre dei Drej, intenti a studiarlo per capire dove si trovi il Titan per poterlo trovare e distruggere, ma il ragazzo riesce a liberarsi e a scappare rubando un Aculeo, ricongiungendosi così al suo equipaggio.
Poco dopo, però, Akima e Cale sentono per caso una conversazione tra Korso e la regina dei Drej, più di preciso un accordo: incaricato di trovare il Titan e venderlo ai Drej, Korso stava discutendo furibondo sul passo falso che hanno fatto gli alieni, tentando di tagliare fuori l'uomo con il rapimento di Cale. Purtroppo i due giovani vengono sorpresi da Preed, complice del capitano, ma riescono a scappare e a rifugiarsi sulla colonia umana dove erano fermi per rifornimenti. Akima viene colpita da Preed durante la fuga, ma la ferita, non grave, viene curata dagli abitanti.
Una volta ripresasi la ragazza, i due giovani rimettono presto in sesto una vecchia astronave e partono alla ricerca del Titan, seguendo le indicazioni finali della mappa, ma vengono presto intercettati da Korso, dal quale riescono comunque a fuggire, imbattendosi poi proprio nel Titan. Saliti a bordo, apprendono lo scopo della mastodontica astronave: si tratta di un'enorme banca dati sulla Terra e progettata per accelerare la formazione di un pianeta tramite gli elementi presenti in una nebulosa: se la nave venisse riattivata, permetterebbe alla specie umana e alla Terra stessa di rinascere. Oltre a questo, dentro al Titan vi sono scaffali con numerose fiale che racchiudono il DNA di ogni specie animale della vecchia Terra, rivelando infine che il Titan è anche un'enorme arca di Noè che può rigenerare tutte le specie viventi del vecchio pianeta rigenerando il suo ecosistema. Era proprio per le grandi potenzialità di questa creazione che i Drej si sentivano minacciati 15 anni prima e avevano dunque deciso di distruggere la Terra originale. Intanto, Korso e Preed continuano a seguire le tracce dei due ragazzi, avendoli ritrovati, e Preed si sbarazza di Stith e Gune dando loro una bomba camuffata da trasmittente. I due irrompono quindi nel Titan, trovandovi dentro Akima e Cale. Inaspettatamente, Preed tradisce a sua volta Korso, per intascarsi da solo tutta la ricompensa e assicurarsi l'immunità dai Drej se si sbarazzerà di tutti gli altri prima del loro arrivo, oramai vicino dato che Preed li ha chiamati indicandogli la posizione del Titan. Si scatena quindi una colluttazione contro Preed, ma quest'ultimo viene preso alle spalle ed ucciso da Korso, il quale inizia poi a battersi con Cale. Ad un certo punto dello scontro, Korso finisce fuori dalla balconata e Cale, impietosito per lui nonostante tutto, cerca di salvarlo, senza riuscire ad evitare che cada comunque nel vuoto; il capitano riesce però ad aggrapparsi a un cavo esterno e viene dato per morto.
In quel momento, i Drej si presentano e cercano di distruggere il Titan, attaccando lo strato di ghiaccio che lo ricopre. Cale intuisce che può sfruttare l'energia del quale sono fatti i Drej per far ripartire il Titan. Stith e Gune sono intanto sopravvissuti allo scoppio della bomba, e aiutano i due protagonisti a respingere i Drej, la prima salendo sul Titan per aiutare Akima a contrastare l'attacco alieno colpendo le navi nemiche con le torrette del Titan, l'altro attaccando i Drej alla guida della nave di Korso. Cale intanto ricollega tre relè necessari a incanalare l'energia, ma uno è difettoso e va collegato manualmente: esce dunque all'esterno con una tuta spaziale per raggiungere il relè, venendo attaccato da un Drej; Korso però sopraggiunge e lo salva, sentendosi in debito con il ragazzo per il suo gesto. Mentre Korso decide di sacrificare la sua vita per riattivare manualmente il relè mancante, il colpo finale sparato dalla nave madre Drej fa ripartire il Titan e si ritorce contro la stessa, distruggendola insieme a tutti gli alieni.
Finito tutto, inizia la creazione del nuovo pianeta: l'astronave raccoglie tramite fasci di energia la materia disseminata nel sistema in cui si trova, la unisce e forma un nuovo corpo celeste. Vi si forma un'atmosfera stabile e dopo pochi mesi il Titan atterra in un pianeta del tutto simile alla Terra, così come Akima e Cale decidono di chiamarlo, mentre Stith e Gune riprendono lo spazio con la nave di Korso. Nella scena finale si vedono una moltitudine di navi in rotta verso la nuova Terra e tra i passeggeri si scorgono il ragazzino appassionato di calcio e sua sorella, precedentemente incontrati sulla colonia umana. Ora la specie umana avrà un nuovo pianeta, un nuovo mondo, una nuova casa dove ricominciare.

## Personaggi
- Cale Tucker: il protagonista del film, figlio del grande scienziato Sam Tucker, fu costretto a separarsi da suo padre durante la fuga degli umani dal pianeta poiché questi doveva portare in salvo il Titan quando era ancora un bambino. Cresciuto da Tek, un alieno molto amico di suo padre, Cale negli anni perde la fiducia che la razza umana possa mai risollevarsi dal fango e diventa disinteressato a stringere rapporti tanto con le colonie umane che con le altre razze aliene, interessato a prendersi cura solo di se stesso e del suo padre adottivo. Le cose cambieranno quando il capitano Korso gli rivelerà che suo padre gli ha fatto dono di una mappa che può condurli al Titan e che una speranza per il genere umano esiste ed è racchiusa in lui. Inizialmente un ragazzo scapestrato e scettico, Cale imparerà da Korso e da Akima (della quale si innamorerà) a combattere e a sperare e riscoprirà il vero valore del genere umano.
- Teck: Alieno avente l'aspetto di un gufo e grande amico del padre di Cale. Quando i Drej attaccarono la terra, Sam chiede a Teck di occuparsi di suo figlio ed egli nei quindici anni che passarono dopo la loro separazione, mantenne la promessa. Cercò di istruire Cale nei limiti delle sue possibilità diventando come un secondo padre per lui. Invecchiato Teck divenne infine cieco. Comprende che Cale è disilluso e sofferente, di come gli uomini si siano ridotti per la distruzione della loro casa, e siano trattati con disprezzo dalle altre razze della galassia. È uno dei pochi a sapere del segreto di Cale per ritrovare il Titan. Prende contatto infine con Korso affinché possa portare via con sé Cale per ritrovare il Titan e ridare agli umani una casa. A causa dell'attacco improvviso dei Drej, lui e Cale sono costretti a separarsi. Teck affida Cale a Corso incantandolo a compiere il suo destino e salvare la razza umana. Dopo questi fatti, Teck non si mostra più, ma si presume che sia ancora vivo.
- Akima Kunimoto: Pilota della Valchiria, la nave di Korso, è cresciuta nelle colonie alla deriva formate dagli umani esuli. Divenuta un'ottima pilota e mercenaria, si unisce alla missione per trovare il Titan, per dare un futuro alla sua gente. Inizialmente scettica nei riguardi di Cale, che considera un ragazzino immaturo, nel corso dell'avventura le imprese condivise accanto al giovane la porteranno a ricredersi e a scoprire dei sentimenti nei suoi confronti.
- Joseph Korso: veterano di guerra, lavorò con Sam Tucker al progetto Titan. Nella fuga dal pianeta, Korso rimase separato da Tek e da Cale che ritroverà solo dopo quindici anni, con quest'ultimo ormai giovane adulto ma ancora bisognoso della sua guida e della sua protezione. Korso rivela a Cale che il Titan ancora esiste e che lui è l'unico che possa trovarlo. Per questo, salverà Cale dai Drej e lo condurrà con il suo equipaggio in cerca del Titan, diventando, nel corso del viaggio, una figura paterna per il giovane. Purtroppo Korso non è stato del tutto onesto con Cale e si scoprirà essere in realtà una spia dei Drej, ai quali ha promesso di distruggere il Titan in cambio di denaro. Per questo, nel corso del finale si scontrerà con Cale e Akima, salvo poi redimersi nell'ultima battaglia, sacrificandosi per salvare Cale e permettergli di attivare il Titan.
- Preed: il primo ufficiale di Korso, è un Akrenniano, una razza aliena simile a un pipistrello ma privo di ali. Caratterialmente, è piuttosto eccentrico, irriverente e sarcastico. Non nutre molta fiducia né in Cale né nell'impresa per recuperare il Titan ma contribuisce alla missione per divertimento o meglio, come si scoprirà in seguito, per soldi. Insieme a Korso, Preed si è messo in affari con i Drej per distruggere il Titan e, non contento, ha stretto un proprio accordo personale con i Drej per il quale promette di uccidere anche Korso per prendersi tutta la ricompensa per sé. Nella colluttazione che ne segue, Preed viene preso alle spalle da Korso, che lo uccide spezzandogli il collo.
- Stith: l'addetta alle armi della Valchiria, è una Mantride, alieno incrocio tra un canguro e un rettile, estremamente agguerrita, collerica e atletica. Di carattere è scontrosa e scostante ma sa anche essere una buona amica ed una compagna leale, fedele, coraggiosa, caparbia e intelligente, riuscendo persino ad essere sensibile e dolce (specie nei confronti di Gune); ella odia e disprezza profondamente i Drej e ciò che hanno fatto, tanto dal prenderci gusto nel distruggerli.
- Gune: un Grepoano, di aspetto simile a una tartaruga, è lo scienziato di bordo che decifrerà la mappa del Titan. Egli è una creatura mite, timida e gentile, di buon cuore, piuttosto distratto, molto concentrato sul suo lavoro e con un grande desiderio di fare nuove amicizie (prendendo subito in simpatia Cale e Akima); nel finale saprà dimostrarsi anche coraggioso e impavido affrontando da solo i Drej per aiutare i suoi amici.
- Professor Sam Tucker: il padre di Cale e creatore del Titan, fu costretto a separarsi da suo figlio poiché doveva portare al sicuro il Titan, laddove i Drej non l'avrebbero mai trovato, giacché l'astronave rappresentava l'unica speranza per il genere umano dopo l'attacco dei Drej. Prima di separarsi dal figlio, Sam ha inciso sul suo palmo una mappa che si può decriptare solo con un anello da lui donatogli che riconosce i codici genetici della famiglia Tucker, una mappa per arrivare al Titan. Cale, inizialmente, è convinto che suo padre lo abbia abbandonato ed è arrabbiato con lui ma, in seguito, scoprirà da Korso che suo padre è stato ucciso dai Drej dopo essersi rifiutato di rivelare il nascondiglio del Titan. Apparirà, infine, nel Titan stesso in quanto ha registrato un messaggio per suo figlio nel quale istruisce Cale su come attivare il Titan e sconfiggere i Drej.
- Regina Drej: la principale antagonista del film, è la sovrana dell'Impero Drej.
- I Drej: sono gli antagonisti del film, la razza più potente, malvagia ed evoluta dell'intero universo, sono fatti di pura energia e tutto nel loro mondo è energia, comprese le armi e le astronavi (gli Aculei come vengono chiamati). Strutturalmente la loro società ricorda le api: vi sono innumerevoli operai al servizio di una grande regina che è la madre di tutti i Drej dalla cui energia sono nati tutti gli altri. Solitamente disinteressati delle specie "inferiori", i Drej rimasero tuttavia terrorizzati nell'apprendere del progetto Titan, al punto che distrussero la Terra per impedire alla razza umana di progredire ulteriormente e da allora cercano di distruggere il Titan. Ingaggiato il capitano Korso per trovare e distruggere il Titan, i Drej non rinunceranno comunque a dare la caccia a lui e al suo gruppo per conto proprio (con conseguente furia di quest'ultimo). Nella battaglia finale, apprendiamo perché i Drej temono tanto il Titan: l'astronave ha il potere di convertire l'energia in materia e questo per loro rappresentava un pericolo mortale essendo fatti tutti di energia. Cale realizzerà le loro paure quando li catturerà e li userà per alimentare il Titan e costruire un nuovo pianeta per la razza umana.

## Accoglienza
Su Rotten Tomatoes il film ha il 50% di 103 recensioni professionali positive con un voto medio di 5.7.
Rispetto alle somme utilizzate per la produzione del film il ricavato dai botteghini è stato inferiore a quello previsto: Infatti, a fronte di una cifra tra i 70 e i 90 milioni di dollari, incassò a malapena 22 milioni in patria e altri 14 all'estero.
Ma negli ultimi anni, grazie all'avvento della distribuzione digitale e ad alcuni video caricati sul web, il film riuscì a ottenere successo tra gli appassionati, che ne lodano l'animazione in CGI e la trama.

## Colonna sonora
La colonna sonora del film contiene 12 tracce di artisti emergenti dell'epoca.
1. Lit – Over My Head (Lit)|Over My Head
2. Powerman 5000 – The End Is Over
3. Electrasy – Cosmic Castaway
4. Fun Lovin' Criminals – Everything Under the Stars
5. The Urge – It's My Turn to Fly
6. Texas – Like Lovers (Holding On)
7. Bliss 66 – Not Quite Paradise
8. Jamiroquai – Everybody's Going to the Moon
9. Splashdown – Karma Slave
10. Wailing Souls – Renegade Survivor
11. Luscious Jackson – Down to Earth
12. Creed – Higher

## Riconoscimenti
- Golden Reel Award
  - Best Sound Editing